# Bâbord et tribord

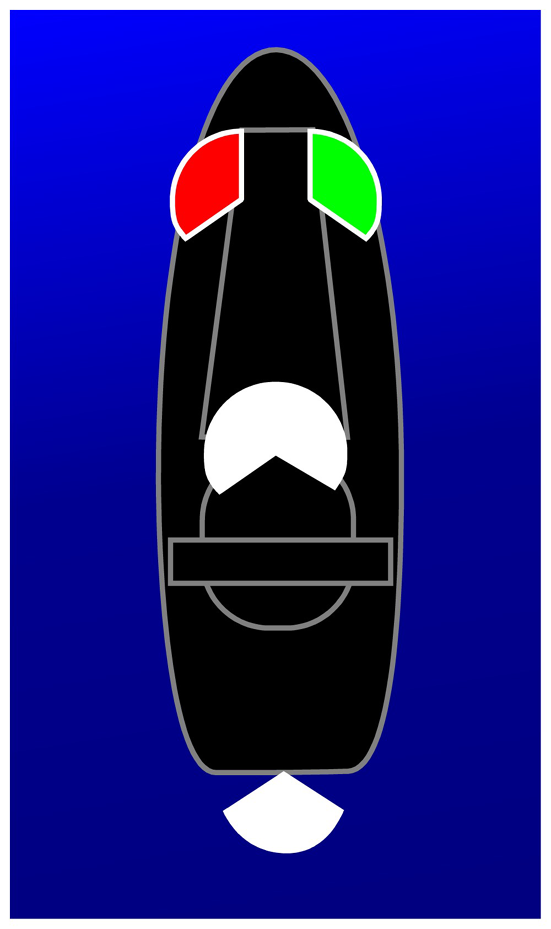
Feux d'un navire à propulsion mécanique vu du dessus ; bâbord est à gauche signalé par un feu rouge, tribord est à droite signalé par un feu vert

Bâbord et tribord sont des termes de navigation servant à désigner sans ambiguïté le côté gauche et le côté droit d'un navire, tels qu’ils seraient perçus par un observateur situé sur le navire et tourné vers l'avant de celui-ci. Par extension, bâbord et tribord sont aussi utilisés pour indiquer de quel côté du navire quelque chose se trouve. 
Ces deux termes sont également employés en aéronautique,.

## Origine et étymologie
Le terme bord (anciennement bort), qui a donné bordage, border, bordée, est attesté dès 1160 ; il pourrait être issu du vieux bas francique (langue non attestée) *bord (« planche »), renforcé par l'ancien scandinave borð signifiant « planche, côté de la coque d'un bateau ». En revanche, le fait que les composés tribord et bâbord ne soient attestés que tardivement en français et pas dans les textes normands plus anciens (qui emploient les expressions vers destre « vers la droite » et vers senestre « vers la gauche ») suggère que ces termes n’ont pas été empruntés au scandinave.

Bâbord est issu du moyen néerlandais bakboord, qui signifie « côté (boord) du dos (moyen néerlandais bac ou bak, lui-même du proto-germanique*bakam) du timonier », lequel fait face à l'aviron de gouverne, appelé en moyen néerlandais stier (« gouvernail »), d'où stierboord, devenu estribord en français classique puis tribord. Avant l'invention du gouvernail d'étambot vers la fin du Moyen Âge, le gouvernail était constitué d'un aviron de gouverne fixé à l'arrière droit, le barreur étant le plus souvent droitier. 

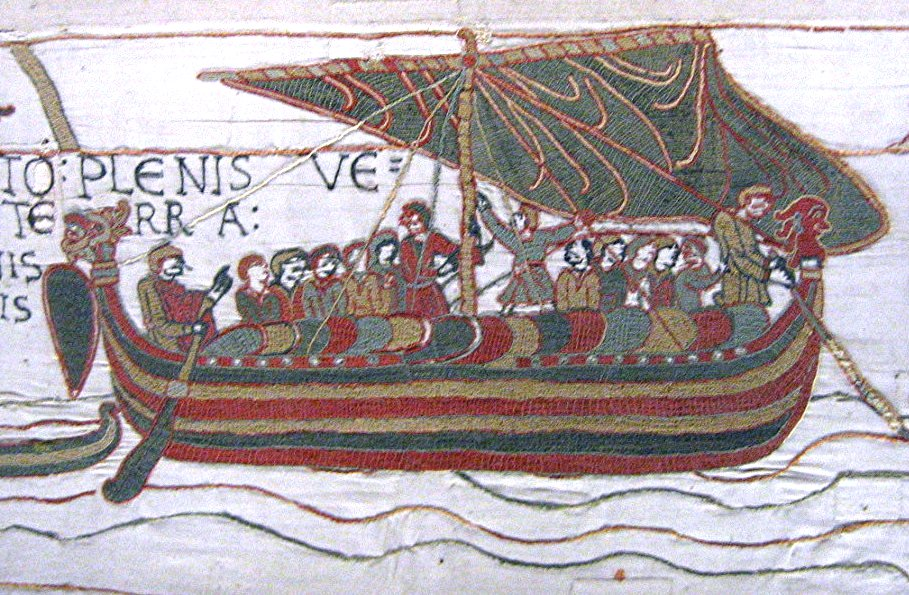
Image de la tapisserie de Bayeux montrant un drakkar avec son aviron de gouverne à tribord

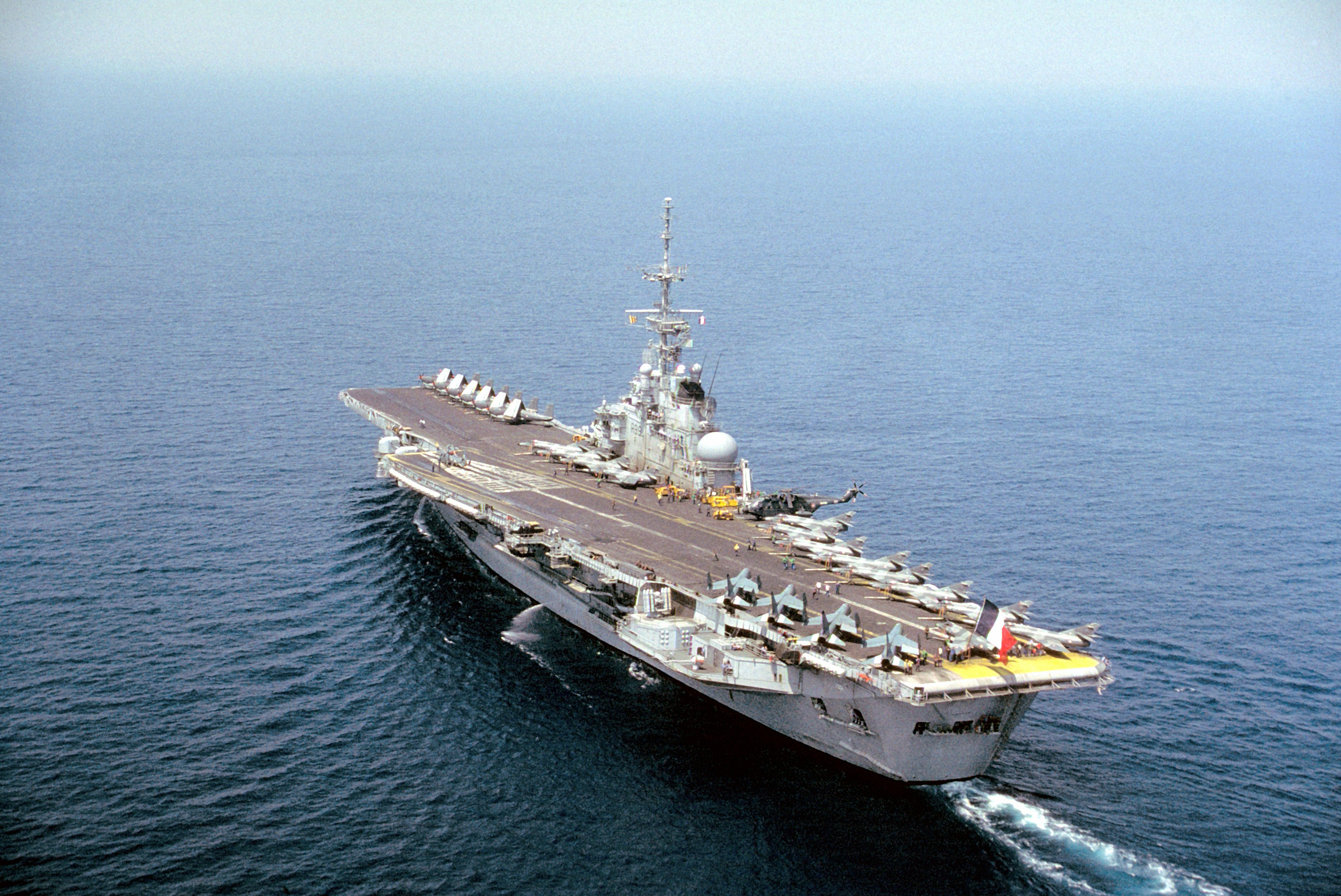
L’îlot d'un porte-avions se trouve le plus souvent à tribord.

Tribord est mentionné pour la première fois dans un texte français en 1484, sous la forme treboit (dans le même document que babort « bâbord »), puis, en 1522, sous la forme estribord, qui est employée jusqu'au début du XVIIe siècle conjointement à tribord, aphérèse de estribord. Outre le caractère tardif des attestations, le maintien du [es] initial devant le [t] est caractéristique d'un emprunt récent à une langue contemporaine ; en effet, les mots du français ancien ne connaissent que [e] noté é devant [t]. Il s'agit selon toute vraisemblance d'un emprunt au moyen néerlandais, le français ayant emprunté à cette époque à cette langue de nombreux vocables relatifs aux techniques et au commerce maritimes. La forme néerlandaise est stuurboord, de stuur « gouvernail », que l'on retrouve d'ailleurs dans l'anglais steer, l'allemand steuer ou le breton stur « gouvernail » (cf. l'ancien français estiere « gouvernail » issu du vieux bas francique) et boord « bord ».

## Moyens mnémotechniques
De nombreux moyens mnémotechniques basés sur les préfixes peuvent être indiqués :
- utiliser le mot « boat » : la première lettre « b » est à gauche donc bâbord et la dernière lettre « t » est à droite donc tribord ;

- s'imaginer lire le mot « batterie » (l'addition des deux préfixes « ba » et « tri » font ba-tri) inscrit à l'arrière (sur la poupe) d'un navire, et observer que : « ba » est à gauche du mot batterie (batri), comme bâbord ; que « tterie » (tri) est à droite du mot batterie (batri), comme tribord ;

- tout simplement : bâbord, tribord, de gauche à droite, respecte l'ordre alphabétique.

## Bâbordais et tribordais
On appelle bâbordais (ou bordée bâbord) et tribordais (ou bordée tribord) les deux équipes de matelots qui se relaient par quarts.

## Ordres de barre
Les expressions à tribord toute et à bâbord toute ne sont pas utilisées dans la marine francophone. Pour donner des ordres au timonier, qui se tient à la barre face à l'avant, on doit utiliser les mots droite et gauche ; par exemple : à droite toute ou à droite 5, signifiant mettre la barre « tout à droite » ou « 5 degrés à droite ». Dans les marines anglophones Port et Starboard sont utilisés. Sur les grands voiliers, les ordres à la barre étaient à l'époque donnés venir au vent (loffer) ou sous le vent (abattre) et l'unité était le quart.